# Vilhelm Marstrand
 Ikke at forveksle med maleren Wilhelm Marstrand
Vilhelm Nikolaj Marstrand (født 4. oktober 1884 i København, død 29. juni 1955 i København) var en dansk arkitekt, byplanlægger og bygningsingeniør, kendt som den første rådgivende ingeniør i Danmark og som en formidler af teknisk historie og arkitektur. Han var bror til arkitekterne Knud og Paul Marstrand.
Vilhelm Marstrand var søn af jernstøber og maskinfabrikant, direktør for A/S Titan Poul Frederik Marstrand og Thyra Valgerda f. Burmeister og således sønnesøn af maleren Wilhelm Marstrand. Marstrand blev student fra Borgerdydskolen 1901, tog året efter filosofikum og blev cand.polyt. i januar 1907. Først var han ansat hos ingeniør Alfred Lütken 1908-09 (ved Langelandsbanen), dernæst hos J. Stensballe 1908-13 (Nordvestfyenske Jernbane). Han var rådgivende ingeniør 1915-1937.
Han var formand for Foreningen af Rådgivende Ingeniører 1919-32, redaktør af Ingeniøren 1922-37, medlem af bestyrelsen for Dansk Byplanlaboratorium fra 1924, redaktør af Nordisk Tidsskrift for teknisk Økonomi 1928, sekretær i Dansk Forening for Folkebade fra 1937, sekretær ved Akademiet for de Tekniske Videnskaber 1937-54. Han var desuden dommer i adskillige byplankonkurrencer, deltog i konkurrencen om professorat i historie ved Københavns Universitet 1936, men opnåede det ikke. 
Han vandt Prix d'honneur (for bogbind og bogtryk) ved verdensudstillingen i Bruxelles 1935. 1929 blev han Ridder af Dannebrog.
Han blev gift 11. september 1914 i Kongens Lyngby med tandlæge Carla Irene (Mette) Ravn Fauerholdt, (10. september 1886 i Odense – 2. april 1978 i Kgs. Lyngby), datter af driftsbestyrer ved Nordfyenske Jernbane, kaptajn Carl Fauerholdt og Irene Salome Vilhelmine Ravn. Han er begravet på Vestre Kirkegård.

## Værker
- Vandtårn ved Kerteminde Station (1912)
- Byplan for Skjern (1930-33)
- Byplaner for Varde, Skive, Nykøbing Mors og Store Heddinge
- desuden tegnet møbler, bogbind og tilrettelagt bøger

### Projekter
- Planlægning og projektering af elbane Århus-Randers (1913-14)
- planlægning af området ved Århus Hovedbanegård (1914, sammen med Holger Hammerich)

### Skriftlige arbejder
- Om Ordning af Banegaardsforholdene i Aarhus, 1915- 16
- Arsenalet i Piræus og Oldtidens Byggeregler, 1922.
- adskillige byplanhistorier om ældre byer f.eks.:
- Vore ældre Byers Tilblivelse, Aabenraa, 1933.
- Vore ældre Byers Tilblivelse, Kongens Lyngby, 1941.
- Vore ældre Byers Tilblivelse, Varde I-II, 1942-43.
- desuden en lang række debatindlæg i fagtidsskrifter om byplaner, vejprojekter og broarkitektur
- Hefte om Voluspá på 30 sider "Trykt til Deltagerne i det den 13de Februar 1926 af Undervisningsminister Fru Nina Bang i Skolemusæet afholdte Møde om Tilrettelæggelsen af en topografisk og kildekritisk Undersøgelse af Danmarks ældste Historie" med titelen:
- Astronomisk Bestemmelse af Tiden for Vølvens Spaadom og Erik Blodøxes Regering, 1926.